# South Houston
South Houston é uma cidade localizada no estado norte-americano do Texas, no Condado de Harris.

## Demografia
Segundo o censo norte-americano de 2000, a sua população era de 15.833 habitantes.
Em 2006, foi estimada uma população de 16.282, um aumento de 449 (2.8%).

## Geografia
De acordo com o United States Census Bureau tem uma área de 7,8 km², dos quais 7,8 km² cobertos por terra e 0,0 km² cobertos por água.

## Localidades na vizinhança
O diagrama seguinte representa as localidades num raio de 12 km ao redor de South Houston.